# Jabłonowski Hrabia

Herb z nadania w 1779 roku

Herb z nadania w 1784 roku

Jabłonowski – polski herb hrabiowski, odmiana herbu Grzymała nadany w zaborze austriackim.

## Opis herbu
Nadano dwa herby hrabiowskie dwóm osobom o tym samym nazwisku. Opisy stworzone zgodnie z klasycznymi zasadami blazonowania:
Herb z 1779: W polu złotym mury miejskie czerwone z trzema wieżami centralnie, nad środkową nieco wyższą – orzeł dwugłowy czarny, brama w murach naturalna, otwarta, w niej rycerz srebrny z szablą wzniesioną do cięcia nad głową, murawa brązowo-szara. Nad tarczą korona hrabiowska. Nad nią trzy hełmy z trzema klejnotami: klejnot I: orzeł jak w herbie; klejnot II: pięć piór strusich, złotych między czerwonymi, na których trzy wieże czerwone; klejnot III: pół rycerza srebrnego z zamkniętą przyłbicą z szablą wzniesioną nad głową. Labry: na hełmie I czarne, podbite złotem; na hełmie II i III czerwone, podbite złotem. Trzymacze: dwa lamparty stojące na postumencie w postaci fragmentu murawy zielonej.
Herb z 1784: W polu złotym mury miejskie czerwone z trzema wieżami, środkowa nieco wyższa, brama w murach naturalna, otwarta, w niej rycerz srebrny z szablą wzniesioną do cięcia nad głową, murawa brązowo-szara. Nad tym głowica w której korona zamknięta na poduszce. Tarcza z bordiurą w trójkąty złoto-błękitne. Nad tarczą dwa hełmy z klejnotami. Klejnot I: godło z głowicy; klejnot II: pięć piór strusich, złotych między czerwonymi, na których trzy wieże czerwone. Wszystkie labry czerwone, podbite złotem.

## Najwcześniejsze wzmianki
Nadany w Galicji z tytułem hrabiowskim oraz predykatem hoch- und wohlgeboren (wysoko urodzony i wielmożny) Rochowi Michałowi de (von) Jabłonowo Jabłonowski. Józef, brat Rocha, otrzymał tytuł podkomorzego koronnego galicyjskiego 29 listopada 1784, co zaowocowało dodatkami do herbu w postaci głowicy i bordiury będących oznaczeniami godności.

## Herbowni
Jedna rodzina herbownych:
graf de (von) Jabłonowski.